# Mistrzostwa Europy w rugby 7 kobiet
Mistrzostwa Europy w rugby 7 kobiet – oficjalny międzynarodowy turniej rugby 7 o zasięgu kontynentalnym, organizowany przez Rugby Europe cyklicznie od 2003 roku mający na celu wyłonienie najlepszej żeńskiej reprezentacji narodowej w tej dyscyplinie sportu w Europie. W imprezie mogą brać udział wyłącznie reprezentacje państw, których krajowe związki rugby są oficjalnymi członkami Rugby Europe.

## Zwycięzcy
| Edycja | Miejsce    | Zwycięzca | Źródło |
| ------ | ---------- | --------- | ------ |
| 2003   | Lunel      | Hiszpania |        |
| 2004   | Limoges    | Anglia    |        |
| 2005   | Lunel      | Anglia    |        |
| 2006   | Limoges    | Walia     |        |
| 2007   | Lunel      | Francja   |        |
| 2008   | Limoges    | Anglia    |        |
| 2009   | Hanower    | Anglia    |        |
| 2010   | Moskwa     | Hiszpania |        |
| 2011   | Bukareszt  | Anglia    |        |
| 2012   | dwie rundy | Anglia    |        |
| 2013   | dwie rundy | Rosja     |        |
| 2014   | dwie rundy | Rosja     |        |
| 2015   | dwie rundy | Francja   |        |
| 2016   | dwie rundy | Rosja     |        |
| 2017   | dwie rundy | Rosja     |        |
| 2018   | dwie rundy | Rosja     |        |
| 2019   | dwie rundy | Rosja     |        |
| 2021   | dwie rundy | Rosja     |        |
| 2022   | dwie rundy | Polska    |        |
| 2023   | dwie rundy | Francja   |        |
| 2024   | dwie rundy | Francja   |        |